# Bowman (Tennessee)
Bowman es un lugar designado por el censo ubicado en el condado de Cumberland en el estado estadounidense de Tennessee. En el Censo de 2010 tenía una población de 302 habitantes y una densidad poblacional de 50,92 personas por km².

## Geografía
Bowman se encuentra ubicado en las coordenadas 36°3′42″N 85°2′9″O / 36.06167, -85.03583. Según la Oficina del Censo de los Estados Unidos, Bowman tiene una superficie total de 5.93 km², de la cual 5.93 km² corresponden a tierra firme y (0.09%) 0.01 km² es agua.

## Demografía
Según el censo de 2010, había 302 personas residiendo en Bowman. La densidad de población era de 50,92 hab./km². De los 302 habitantes, Bowman estaba compuesto por el 100% blancos, el 0% eran afroamericanos, el 0% eran amerindios, el 0% eran asiáticos, el 0% eran isleños del Pacífico, el 0% eran de otras razas y el 0% pertenecían a dos o más razas. Del total de la población el 0% eran hispanos o latinos de cualquier raza.